# Mozrov (grotta)
Mozrov är en grotta i Armenien.   Den ligger i provinsen Vajots Dzor, i den södra delen av landet, 90 kilometer sydost om huvudstaden Jerevan. Mozrov ligger 2 145 meter över havet.
Terrängen runt Mozrov är varierad. Närmaste större samhälle är Yeghegnadzor, 9,3 kilometer norr om Mozrov. 
Trakten runt Mozrov består i huvudsak av gräsmarker. Runt Mozrov är det ganska glesbefolkat, med 28 invånare per kvadratkilometer.